# Chic Freak and More Treats
| Recensione | Giudizio |
| ---------- | -------- |
| AllMusic   | [ 1 ]    |

Chic Freak and More Treats è il nono album della band statunitense Chic, pubblicato nel 1996.
L'album fu originariamente destinato al mercato giapponese e solo successivamente, nel 2003, pubblicato nel resto del mondo. Le tracce in esso contenute sono reinterpretazioni dei più grandi successi degli Chic e delle canzoni prodotte da Nile Rodgers e Bernard Edwards per David Bowie, Diana Ross e per le Sister Sledge.
L'album rappresenta l'ultimo lavoro in studio di Bernard Edwards, deceduto poco dopo la pubblicazione.

## Tracce
1. Everybody Dance (feat. Sylver Logan Sharp) – 5:05
2. Dance Dance Dance (feat. Sylver Logan Sharp) – 4:38 (Edwards, Lehman, Rodgers)
3. Let's Dance (feat. Christopher Max) – 4:43 (David Bowie)
4. Le Freak (feat. Sylver Logan Sharp) – 4:35
5. Upside Down (feat. Nick Ashford, Valerie Simpson) – 3:44
6. Do That Dance (feat. Crowell Sisters, The, Simon Le Bon, Sylver Logan Sharp) – 3:56 (Garrett Oliver, Rodgers, Le Bon, Tanya Ramtulla)
7. He's the Greatest Dancer (feat. Taja Sevelle) – 4:18
8. Good Times (feat. Sylver Logan Sharp) – 4:48
9. I Want Your Love (feat. Sylver Logan Sharp) – 5:26
10. Music Is my House (feat. Christopher Max) – 4:09 (Oliver, Rodgers)
11. We Are Family (feat. Sylver Logan Sharp) – 3:54
12. Do That Dance (Dancehall / Rap Remix) (feat. Wayne Thompson) – 3:50 (Oliver, Rodgers, Tanya Ramtulla, Thompson)
13. Just One World (feat. Christopher Max, Sylver Logan Sharp) – 4:20 (Christine Gordon, Oliver, Rodgers)